# حاجي فيروز (نقدة)
حاجي فيروز هي قرية في مقاطعة نقدة، إيران. عدد سكان هذه القرية هو 119 في سنة 2006.